# Lai Châu (Provinz)
Lai Châu ist eine Provinz von Vietnam. Sie liegt im Nordwesten des Landes in der Region Nordwesten. Die Provinz grenzt an die Volksrepublik China. Hauptstadt der Provinz ist Lai Châu.

## Distrikte
Lai Châu gliedert sich in 5 Distrikte:
- Mường Tè
- Phong Thổ
- Sìn Hồ
- Tam Đường
- Than Uyên

Die Provinzhauptstadt Lai Châu ist eine eigene Gemeinde.

## Verlegung der Provinzhauptstadt
Der Hauptort Lai Châu befindet sich erst seit 2004/05 an seiner heutigen Stelle: Da die alte Hauptstadt Lai Châu durch die Aufstauung des Schwarzen Flusses größtenteils überflutet wurde, beschloss die Regierung die Verlegung der Provinzverwaltung, verbunden mit einer umfangreichen Ortsumbenennung: Neue Hauptstadt wurde Tam Đường, das aus dem gleichnamigen Bezirk ausgegliedert wurde und den Namen Lai Châu erhielt. Das bisherige Lai Châu wurde nach dem nächstgrößeren Ort in der Umgebung als Mường Lay benannt. Das bisherige Mường Lay erhielt daraufhin wieder den neuen Namen Mường Chà. Neues Tam Đường wurde das bisherige Bình Lư.
Da gleichzeitig auch der West- und Südteil der Provinz als neue Provinz Điện Biên abgespalten wurden, liegt die alte Provinzhauptstadt nicht mehr in der Provinz Lai Châu.

## Bevölkerung
Gemäß der Bevölkerungsstatistik von 2009 hatte Lai Châu 370.502 Einwohner, davon lebten 52.512 (14,2 %) in Städten. 161.283 (43,5 %) waren jünger als 18 Jahre, 17.150 (4,6 %) 60 Jahre und älter.
119.805 (32,3 %) Bewohner gehörten der Thái-Nationalität an, 83.324 (22,5 %) der Hmong, 56.630 (15,3 %) waren ethnische Vietnamesen (Kinh), 48.745 (13,2 %) Yao (Dao), 13.752 (3,7 %) Hani, 11.334 (3,1 %) Giáy und 9.600 (2,6 %) Lahu. Dabei lebten die Vietnamesen mehrheitlich in Städten (wo sie auch die Mehrheit der Bevölkerung stellten), alle anderen Volksgruppen überwiegend auf dem Land.